# Dinosaur Jr.
Dinosaur Jr. é uma banda norte-americana de rock alternativo formada em 1984 em Amherst, Massachusetts, por J Mascis junto com seu amigo Lou Barlow.

## História
Inicialmente não havia o "Jr." no nome. Mascis inicialmente tocava bateria no Dinosaur, mas mudou para função de guitarra quando Emmett Murph entrou no banda. Nos dois anos seguintes, a banda conquistou um pequeno público na sua cidade em 1985 e o trio lançou o seu primeiro álbum, Dinosaur, pelo selo independente Homestead. O disco e os shows de Dinosaur começaram a chamar atenção, e a banda via como o seu público aumentava constantemente. Em 1987 eles assinaram com a gravadora SST Records, lançando o álbum You're Living All Over Me. No mesmo ano, uma banda hippie chamada The Dinosaurs (que incluía membros de Jefferson Airplane) reivindicou o nome judicialmente, o que levou a inclusão do adjetivo "Jr.".Suas principais e mais famosas músicas são: "Little Fury Things"(1987), "Just like Heaven"(1987),"Freak Scene"(1988), "The Wagon"(1991),"Start Choppin"(1993),"Feel the pain"(1994) e "Over it"(2009).O Dinosaur jr. tem 6 álbuns na Billboard 200.

## Formação
Mascis e Barlow já tinha tocado juntos em um punk hardcore banda chamada Deep Wound, que formou em 1982, enquanto os dois estavam cursando o ensino médio em Amherst, Massachusetts. Depois do término do ginásio, eles começaram a explorar uma música mais lenta, porém continuava agressiva ,  como Black Sabbath, The Replacements, e Neil Young. O amigo de faculdade de Mascis, Gerard Cosloy lhe apresentou bandas como Dream Syndicate, que Mascis, por sua vez mostrou Barlow. Barlow explicou, "Nós amamos speed metal... e nós amamos coisas wimpy-jangly".
Deep Wound, a então banda punk de Mascis e Barlow, terminou em meados de 1984. Cosloy saiu da Universidade de Massachusetts Amherst para focar na abertura de sua própria gravadora independente, Homestead Records, e prometeu a Mascis que caso ele viesse a gravar algo, Homestead iria lançar-lo.
Mascis escreveu uma série de canções e mostrou a Barlow, oferecendo o cargo de baixista da banda. Barlow, que havia tocado guitarra na primeira banda de Mascis, a Deep Wound, aceitou e ficou impressionado com o material que Mascis estava criando. Barlow disse que as canções eram brilhantes e que eles estavam fazendo algo muito além, enquanto ele ainda continuava fazendo músicas com dois acordes, básicas como "I'm so sad". Enquanto Barlow estava em sua própria tragédia, J já estava em um completo panorama. Mascis chamou para vocalista Charlie Nakajima, também ex-integrante do Deep Wound, e para baterista, Emmett Patrick Murphy, também conhecido como Murph, para completar a banda. Mascis explicou o conceito por trás do grupo era  "ear bleeding country".
A banda foi inicialmente chamado Mogo, e fez seu primeiro show na Universidade de Massachusetts Amherst campus na primeira semana de setembro de 1984. Nakajima fez um discurso antipolicial durante o show, deixando Mascis horrorizado com o comportamento do vocalista, resolvendo tira-lo da banda no dia seguinte. Poucos dias depois, Mascis chamou Barlow e Murph para formar uma nova banda sem contar a Nakajima: "Eu era muito fraco para expulsá-lo". Mascis depois explicou e admitiu que: "A comunicação com as pessoas  sempre foi um problema constante na banda. " O novo trio  se chamou Dinosaur, e Mascis e Barlow assumiram os vocais.

## Dinosaur
Mascis contatou Cosloy sobre sua antiga oferta de lançar um álbum seu, gravando para a banda Dinosaur seu primeiro trabalho por US$ 500 em um estúdio em casa em um bosque em  Northampton, Massachusetts. O primeiro álbum da banda Dinosaur foi lançado em 1985. A música era extremamente eclética e revelou uma combinação de estilos musicais que era muito incomum, especialmente para os meados da década de 1980 onde o predominante era o punk hardcore, estilo garage rock Crazy-Horse, riffs de metal estilo Black Sabbath, folk rock, twangy country-rock e música gótica. Nos próximos álbuns da banda, esses elementos vieram a ser combinadas em todas as músicas, mas no primeiro álbum, cada música individual tinha um estilo diferente. Tudo isso foi somado ao nível extremo de volume e distorção que passariam a fazer parte da banda como assinatura do estilo. Mascis escreveu todas as canções. Algumas das canções tiveram os vocais gravados por Mascis  como sua marca seu sotaque nasal, muitas vezes comparado com Neil Young, mas a maioria dos vocais foram feitos por Lou Barlow. Este é outro aspecto incomum do álbum, pois Mascis viria mais tarde a fazer a maioria, e depois todos os vocais nos seus lançamentos subsequentes. O álbum não teve grande impacto comercial ou da crítica: vendendo apenas 1,5 mil cópias no seu primeiro ano e foi completamente ignorado pela maior parte da imprensa musical.
Depois do lançamento do álbum, a banda foi muitas vezes a Nova Iorque para fazer shows. Em um de seus shows, a nova-iorquina banda de rock alternativo Sonic Youth não ficou impressionada com o desempenho da Dinosaur mas depois de vê-los tocar durante vários meses, declararam-se fãs da Dinosaur. A banda ficou confusa pelo louvor vindo da banda Sonic Youth; Barlow lembrou: "Como assim? Como poderia banda mais legal do mundo gostar de nós? '" Então Sonic Youth convidou Dinosaur para juntar-se a eles em turnê no Nordeste, Norte e Centro-Oeste americano em setembro de 1986.

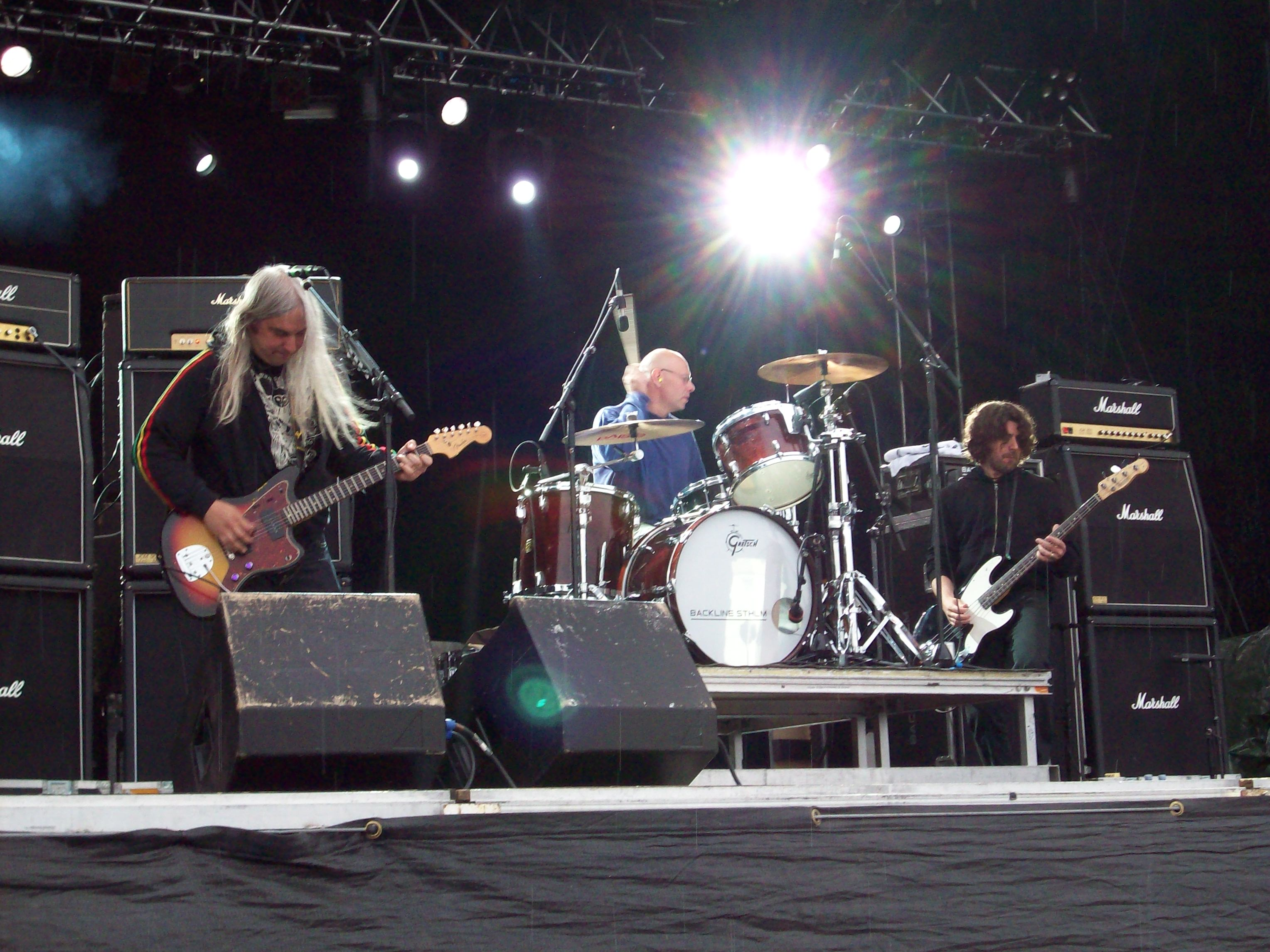
Dinosaur Jr. no WTAI em Estocolmo.

## You're Living All Over Me
Dinosaur gravou grande parte do seu segundo álbum (You're Living All Over Me) em Nova York com o engenheiro de som do Sonic Youth, Wharton Tiers. Durante o processo de gravação, surgiu uma tensão entre Mascis e Murph porque Mascis tinha ideias muito específicas para as partes da bateria. Barlow se lembra "J controlava cada batida Murph na bateria ... e Murph não conseguia lidar com isso. Murph por muito tempo quis matar J."
Gerard Cosloy estava animado ao saber que o álbum estava completo, mas ficou arrasado quando Mascis lhe disse que seria lançado pela TSM Records. Mascis estava relutante em assinar um acordo de dois álbuns com a Homestead, mas Cosloy sentiu-se traído dizendo: "Não havia nenhuma maneira de não levar para o pessoal."
Após a conclusão do álbum Mascis mudou-se para Nova York, deixando o resto da banda se sentindo alienados.
You're Living All Over Me foi lançado em 1987; os primeiros exemplares distribuídos na área de Boston foram embalados com uma fita da the Weed Forestin', o primeiro lançamento do projeto paralelo de Barlow Sebadoh. O álbum recebeu mais atenção na comunidade indie-rock que o primeiro e abriu caminho para a Dinosaur se estabelecer como uma das maiores bandas undergrounds da época.
Enquanto a gravação anterior havia apresentado os diferentes estilos musicais de cada música, You're Living All Over Me encontrou na banda várias influências díspares que se fundem em cada música individual. Embora as influências punk hardcore estava visivelmente mais suaves que no Dinosaur, o som global é muito mais poderoso, com os instrumentos gravados com  uma frequência muito alta e distorção considerável. Enquanto a guitarra de Mascis, alternando entre Sabbath, como riffs Preto, squalling solos, dissonante noise rock e ocasionais passagens silenciosas, foi a atração principal, o baixo de Barlow, melódico, altamente distorcido e muitas vezes tocando grossas cordas nota dois, competiram pela atenção. Enquanto isso, Murph tocou o set de bateria de Mascis de uma pesada e poderosa, resultando na versão unificada e poderosa do formato power trio. Mascis fez a maior parte das canções destacando um sotaque que contrastava com o peso das músicas. As músicas eram muito melódicas mas com estranhas estruturas de canção, evitando o padrão verso-refrão-verso da maioria das canções de rock e pop. Lou Barlow também compôs duas canções: a faixa com influências do hardcore "Lose", e uma colagem acústica intitulado "Poledo" que anteciparam o trabalho de Barlow com Sebadoh.
Imediatamente após o lançamento de You're Living All Over Me, o supergrupo The Dinosaurs (com ex-membros do Country Joe and the Fish, Quicksilver Messenger Service, Hot Tuna, Grateful Dead e Jefferson Airplane) processou a banda pelo uso do nome, resultando na inclusão do "Jr".

## Bug e a saída de Barlow
O Dinosaur Jr. obteve um grande sucesso no Reino Unido com o seu single de estreia para a Blast First, "Freak Scene", em 1988, em uma versão com letras censuradas para tocar no rádio. Chegou a # 4 nas paradas independentes britânicas, permanecendo na parada por 12 semanas. O terceiro álbum da banda "Bug" foi lançado pouco tempo depois, alcançando # 1 nas paradas independentes britânicas e passou 38 semanas na tabela. A banda apareceu nas paradas de singles do Reino Unido pela primeira vez  em 1989 com seu cover do  The Cure, "Just Like Heaven".
Bug possuía um estilo musical similar a You're Living All Over Me, com o contraste entre os instrumentos extremamente distorcido e os partes inteiras de vocais melódicos. No entanto, dessa vez haviam mais melodias e as estruturas das canções eram mais convencionais. Mascis estava exercendo um controle maior no som da banda, cantando vocais em todas, exceto uma música e compondo as partes de bateria para Murph para tocar. A única faixa com vocais de Barlow é a que fecha o álbum, contando com influências do noise rock, música de fundo e Barlow gritando "Why don't you like me?" É o álbum da banda  menos favorito Mascis. Isso ficou claro em uma entrevista em 2005, após a reunião da formação original. "Bug é o meu menos favorito de todos os nossos discos", declarou Mascis. "Eu gosto de algumas músicas, mas eu não sei, acho que eu realmente não gosto da vibe dele."
Apesar do sucesso do álbum, a tensão entre Mascis e Barlow começou a interferir com a produtividade da banda e em 1989, depois da turnê do Bug, Barlow foi expulso da banda. Barlow agora centrando toda a sua atenção no projeto paralelo Sebadoh, documentou toda a frustração com Mascis e Barlow na faixa de abertura do disco de 1991, Sebadoh III, "The Freed Pig".
Enquanto isso, a banda embarcou em uma turnê australiana com Donna Dresch substituindo Barlow. Em 1990, a banda lançou um novo single, "The Wagon" pela Sub Pop, foi o primeiro lançamento desde a saída de Barlow. O single traz uma formação de curto período incluindo Don Fleming e Spiegel Jay da banda Gumball, além de Mascis e Murph. Os álbuns subsequentes foram gravados apenas por Mascis, com eventuais participações de George Berz (bateria) e Mike Johnson (baixo).

## Anos de grandes gravadoras
Apesar do tumulto da programação em curso, Dinosaur Jr. assinou com a Sire Records em 1990. Eles fizeram sua estreia com uma grande gravadora com o álbum Green Mind em 1991. O novo álbum foi praticamente um trabalho solo de J. Mascis, com Murph tocando bateria em apenas algumas músicas, e com contribuições mínimas de Fleming e Spiegel, que já estavam fora da banda quando o álbum foi lançado. Mascis (que começou como um baterista) gravou muitas das partes de bateria por si só, mergulhando o instrumental em várias camadas através de overdubbing. Mesmo com a guitarra, voz e composições características de  Mascis mantivessem o som habitual da banda, era álbum mais calmo e com e mais camadas, com maior uso de teclados e guitarra acústica, e com uma notável falta da força do trio que ficou conhecido pela formação original.
Para a turnê, Mascis inicialmente adicionou ao grupo Van Connere, em seguida Mike Johnson para tocar o baixo e embarcou em diversas excursões para promover Green Mind, com bandas de abertura como o Nirvana. Em 1991, a Sire Records lançou um EP intitulado Whatever's Cool With Me que apresentava B-sides antigas junto com uma nova música. Em 1992, a banda fez parte da "turnê Rollercoaster", uma turnê com base no sucesso no Lollapalooza, que incluiu The Jesus and Mary Chain, My Bloody Valentine e Blur.
A banda viu seus shows serem bem-recebidos no início dos anos 90, e decidiu gravar um novo material com a nova formação. Desta vez, as sessões de gravação tiveram plena participação de Murph e Johnson, com membro fundador tocando a maioria das partes de bateria e o membro mais novo tocando todas as partes de baixo, cantando a harmonia vocal e até mesmo contribuindo com alguns solos de guitarra. Esse material representa o pico de sucesso comercial da banda, com o single "Start Choppin" alcançando o top 20 no Reino Unido, e o álbum que se seguiu, Where Have You Been, alcançando o top 10 do Reino Unido e o top 50 norte americano. A faixa de abertura, "Out There", teve um vídeo de acompanhamento e foi exibido na MTV por um tempo curto, como o show 120 minutos ainda era popular como um fim de noite "video show alternativo". Apesar de o novo material era mais acessível do que a banda de 1980 discos, em termos de jogo representou um retorno parcial ao trio de potência sonora, mais desenfreado da programação original.
Murph deixou a banda depois da turnê para onde você esteve, Mascis deixando como único membro original remanescente. Ele foi substituído por shows ao vivo a banda por George Berz. No entanto, é posterior álbuns a banda seria gravado na maior parte por J Mascis, sozinho, tocar tudo, exceto para o baixo e alguns dos vocais da harmonia, que continuou a ser manipulado por Mike Johnson. O sucesso comercial continuou em 1994 com Sem um som, que colocou bem em ambos os E.U. e paradas do Reino Unido. Após 1997 a entregá-los, Mascis finalmente aposentou o Dinosaur Jr. nome. Em 1999, ele lançou o primeiro de dois álbuns a solo sob o nome de J Mascis and the Fog.

## Reunião: (2005-atualmente)
```
O início de uma reaproximação entre Mascis e Barlow começou em meados dos anos 90, quando Mascis passou a aparecer em shows do Sebadoh. "Acho que ele tinha uma certa consciência da quantidade de merda que eu falava sobre ele, mas não acho que ele realmente tenha se importado muito com isso. Uma das coisas que realmente provocou essa mudança em mim — esse pensamento de 'Ei, talvez isso possa funcionar' — foi quando percebi que talvez o J não guardasse nenhum rancor contra mim porque ele simplesmente não gostava de mim. Eu comecei a pensar: talvez ele não soubesse o que havia feito, ou talvez ele realmente não tivesse consciência do quanto me machucou. E, quando comecei a perceber isso, ele acabou se tornando mais humano para mim", disse Barlow em uma entrevista de 2005.
```

Então, em 2002, os dois iriam dividir o palco para dois shows em Londres, com Barlow cantando I Wanna Be Your Dog , juntamente com Mascis, Ron Asheton, Scott Asheton e Mike Watt, que vinha desempenhando Stooges canções como "Asheton, Asheton, Mascis e Watt".
Mascis recuperou os direitos de mestre para a banda os três primeiros álbuns da SST, em 2004, e dispostos para a sua reedição em Merge início de 2005. Mais tarde nesse ano, ele e Barlow dividiu o palco em show beneficente para o autismo no Smith College organizada pela mãe Barlow em Northhampton, MA e tocaram juntos como Deep Wound após Mascis e Sebadoh tinha concluído os seus respectivos conjuntos.
Após a reedições em 2005, Mascis, Barlow e Murph finalmente reunida para jogar no Late Late Show em 15 de abril de 2005 e em Junho desse ano, eles começaram uma turnê pela Europa. Durante a realização, em Nova York em 2006, grande parte da banda, o equipamento foi roubado enquanto armazenados fora do seu hotel e ainda não foi recuperado. Os membros da banda foram mais tarde entre os curadores de 2006 do All Tomorrow's Partes festival.
Em 2007, os membros originais do Dinosaur Jr. lançou Além de Fat Possum Records, seu primeiro álbum de material novo como um trio desde Bug em 1988. Foi recebido com elogios da crítica, um 8.4 de rating Pitchfork Media e recolher críticas positivas da imprensa da música como um todo. Considerou-se um pouco de um paradoxo sonoro em que, embora destaque os membros originais que produziu "dois registros tão mergulhada no barulho que eles ainda soam como agressões fonética décadas após seu lançamento original," sonoramente assemelhou-se os lançamentos da gravadora em 1990 valores de produção tanto de estilo e alcance. Por outro lado, enquanto o som não era tão extrema como a programação original de 1980 discos, fez uma característica muito maior, mais desenfreado, e muito mais vivo que soam sentir que os seus 1990 discos, apesar do baixo Barlow era visivelmente mais calma que nos velhos dias. Barlow fez sua marca na música de outras maneiras: pela primeira vez desde que você está vivendo All Over Me, ele contribuiu para a composição. O álbum foi um sucesso comercial no bem, estreando na Billboard 200 no número 69 semanas abrir o seu. A partir de 24 de novembro de 2008, a banda estava trabalhando em um novo álbum em "home studio Mascis. Em fevereiro de 2009, a banda assinou contrato com selo indie Jagjaguwar.[21], a primeira banda a lançar sobre o novo rótulo foi intitulado Fazenda e lançado em 23 de junho de 2009. Murph disse que o álbum foi gravado na "casa Mascis e marca o retorno o mais pesado, onde você esteve era LP. O álbum foi lançado com críticas positivas. Para promover o álbum, a banda tocou Farm 's-off faixa principal, "Pieces", no Late Night com Jimmy Fallon em 25 de junho de 2009.
Em 2005, os três primeiros discos foram relançados pelo selo Merge Records. Para promovê-los, Mascis chamou Barlow e Murph. Dois anos depois foi lançado Beyond, o primeiro álbum com a formação original da banda desde 1988. Beyond foi muito bem recebido pela crítica especializada, aparecendo na posição 69 do Billboard 200.

## Influência e estilo musical
Dinosaur Jr. é considerado um rock alternativo banda, no entanto banda musical do estilo, em comparação com seus contemporâneos underground na década de 1980, diferente de várias maneiras. Isto incluiu a influência do rock clássico de banda a música, o uso de feedback, volume extremo e silencioso dinâmica forte, e 'Mascis droning vocals frontman. Gerald Cosloy, chefe de Homestead Records, resumiu banda a música " Foi bizarro híbrido sua própria ... Não era exatamente o pop, não era exatamente o punk rock - era completamente sua própria coisa ".
Mascis Ouvido classic rock de artistas como os Rolling Stones e The Beach Boys, cujos elementos foram incorporados Jr som do dinossauro. Além disso, Mascis também era fã de punk muitos e bandas de hardcore, como The Birthday Party, e tem verificado com frequência Nick Cave como uma influência. Dinosaur Jr membros também combinava elementos de hardcore punk e noise rock em suas canções, que muitas vezes apresentava uma grande quantidade de feedback, distorção e volume extremo. Quando a fita master do que você está vivendo All Over Me chegou a SST, a do gerente de produção rótulo observado o nível em que a fita foi tão grande que estava distorcendo, no entanto, Mascis confirmou que era o jeito que ele queria que o álbum de som. Para acentuar a sua utilização de volume, a banda utilizada e popularizou o silêncio-loud mudança de dinâmica em muitas de suas canções, uma técnica que viria a ser popularizado por Pixies, Nirvana e rock alternativo em geral durante a década de 1990.
Semelhante ao trabalho de guitarra de Mascis, Barlow linhas de baixo, com a sua alternância altamente distorcidas, acordes rápidos e baixos pulverização, desenhar muito, tanto o seu passado hardcore e é influenciado por músicos como Lemmy do Motörhead e Johnny Ramone. "Johnny Ramone é o meu herói. Eu queria fazer aquele som rítmico chugging como ele chegou a tocar guitarra com os Ramones. E, eu descobri que tenho um grande som strumming mais acima do pescoço." Os vocais de Mascis são outra característica distintiva da música Dinosaur Jr. Ele atribuiu o seu "discreto sotaque whiny", o oposto do punk hardcore "casca", de artistas como John Fogerty e Mick Jagger.Seu estilo também se assemelhava Neil Youngs ', mas Mascis contestou esta , e depois comentou: "Isso começou chato, sendo comparado o tempo todo". Drawl Sua epitomized banda slacker ethos ea atitude relaxada; autor Michael Azerrad disse que "mesmo Mascis parecia retirado os sentimentos que ele estava transmitindo na música".

## Apresentações no Brasil
O Dinosaur jr. tocou pela primeira vez no Brasil no dia 25 de setembro de 2010 no Recife, no festival No Ar Coquetel Molotov.

## Discografia
Álbuns de estúdio:
| Year | Title                     | Label                                                           |
| ---- | ------------------------- | --------------------------------------------------------------- |
| 1985 | Dinosaur                  | Homestead (reissued 1987 on SST, then in 2005 on Merge Records) |
| 1987 | You're Living All Over Me | SST (reissued 2005 on Merge Records)                            |
| 1988 | Bug                       | SST (reissued 2005 on Merge Records)                            |
| 1991 | Green Mind                | Blanco y Negro / Sire (reissued 2006 on Rhino Records)          |
| 1993 | Where You Been            | Blanco y Negro / Sire (reissued 2006 on Rhino Records)          |
| 1994 | Without a Sound           | Blanco y Negro / Sire                                           |
| 1997 | Hand It Over              | Blanco y Negro / Sire                                           |
| 2007 | Beyond                    | Fat Possum Records                                              |
| 2009 | Farm                      | Jagjaguwar                                                      |
| 2012 | I Bet on Sky              | Jagjaguwar                                                      |

Outras Aparições:
| Year | Track(s)                                       | Title                                             | Label     |
| ---- | ---------------------------------------------- | ------------------------------------------------- | --------- |
| 1989 | "Lotta Love"                                   | The Bridge: A Tribute to Neil Young               | Caroline  |
| 1989 | "I'll Feel a Whole Lot Better"                 | Time Between – A Tribute to The Byrds             | Imaginary |
| 1993 | "Missing Link" (with Del Tha Funky Homosapien) | Judgment Night (Music From the Motion Picture)    |           |
| 1994 | "Turnip Farm"                                  | Reality Bites: Original Motion Picture Soundtrack | RCA       |
| 1994 | "Goin' Blind"                                  | Kiss My Ass: Classic Kiss Regrooved               | Mercury   |
| 1994 | "I Misunderstood"                              | Beat the Retreat (Songs by Richard Thompson)      | EMI       |
| 1994 | "Blah"                                         | Melrose Place: The Music                          | Giant     |

Compilações:
| Year | Title                                         | Label     |
| ---- | --------------------------------------------- | --------- |
| 1991 | Fossils                                       | SST       |
| 1991 | Whatever's Cool with Me                       | Sire      |
| 2000 | BBC: In Session                               | Fuel 2000 |
| 2001 | Ear-Bleeding Country: The Best of Dinosaur Jr | Rhino     |

## Singles
| Year | Title                           | Album                                          | U.S. Modern Rock | U.K. Singles | U.K. Indie Singles |
| ---- | ------------------------------- | ---------------------------------------------- | ---------------- | ------------ | ------------------ |
| 1988 | "Freak Scene"                   | Bug                                            | -                | -            | 7                  |
| 1989 | "Just Like Heaven"              | Fossils                                        | -                | 78           | 2                  |
| 1991 | "The Wagon"                     | Green Mind                                     | 22               | 49           | -                  |
| 1992 | "Get Me"                        | Where You Been                                 | -                | 44           | -                  |
| 1993 | "Start Choppin'"                | Where You Been                                 | 3                | 20           | -                  |
| 1993 | "Out There"                     | Where You Been                                 | -                | 44           | -                  |
| 1994 | "Feel the Pain"                 | Without a Sound                                | 4                | 25           | -                  |
| 1995 | "I Don't Think So"              | Without a Sound                                | -                | 67           | -                  |
| 1997 | "Take a Run at the Sun"         | Hand It Over (UK and Australian versions only) | -                | 53           | -                  |
| 2007 | "Almost Ready"                  | Beyond                                         | -                | -            | -                  |
| 2007 | "Been There All the Time" UK 7" | Beyond                                         | -                | -            | -                  |
| 2007 | "Crumble" UK 7"                 | Beyond                                         | -                | -            | -                  |
| 2009 | "Over It"UK 7"                  | Farm                                           | -                | -            | -                  |
| 2009 | "Pieces"7"                      | Farm                                           | -                | -            | -                  |

 2012 
Watch the Coners